# Vescovato
Vescovato (en corso U Vescuvatu) es una comuna y población de Francia, en la región de Córcega, departamento de Alta Córcega.
Su población en el censo de 1999 era de 2.316 habitantes. La aglomeración urbana -que también incluye Venzolasca y Sorbo-Ocagnano- tenía 4.365 habitantes. 
Está integrado en la Communauté de communes de la Casinca.

## Demografía
| 1056 | 1509 | 2040 | 2129 | 2329 | 2316 |
| Para los censos de 1962 a 1999 la población legal corresponde a la población sin duplicidades (Fuente: INSEE [Consultar]) |      |      |      |      |      |